# Ribeira da Janela

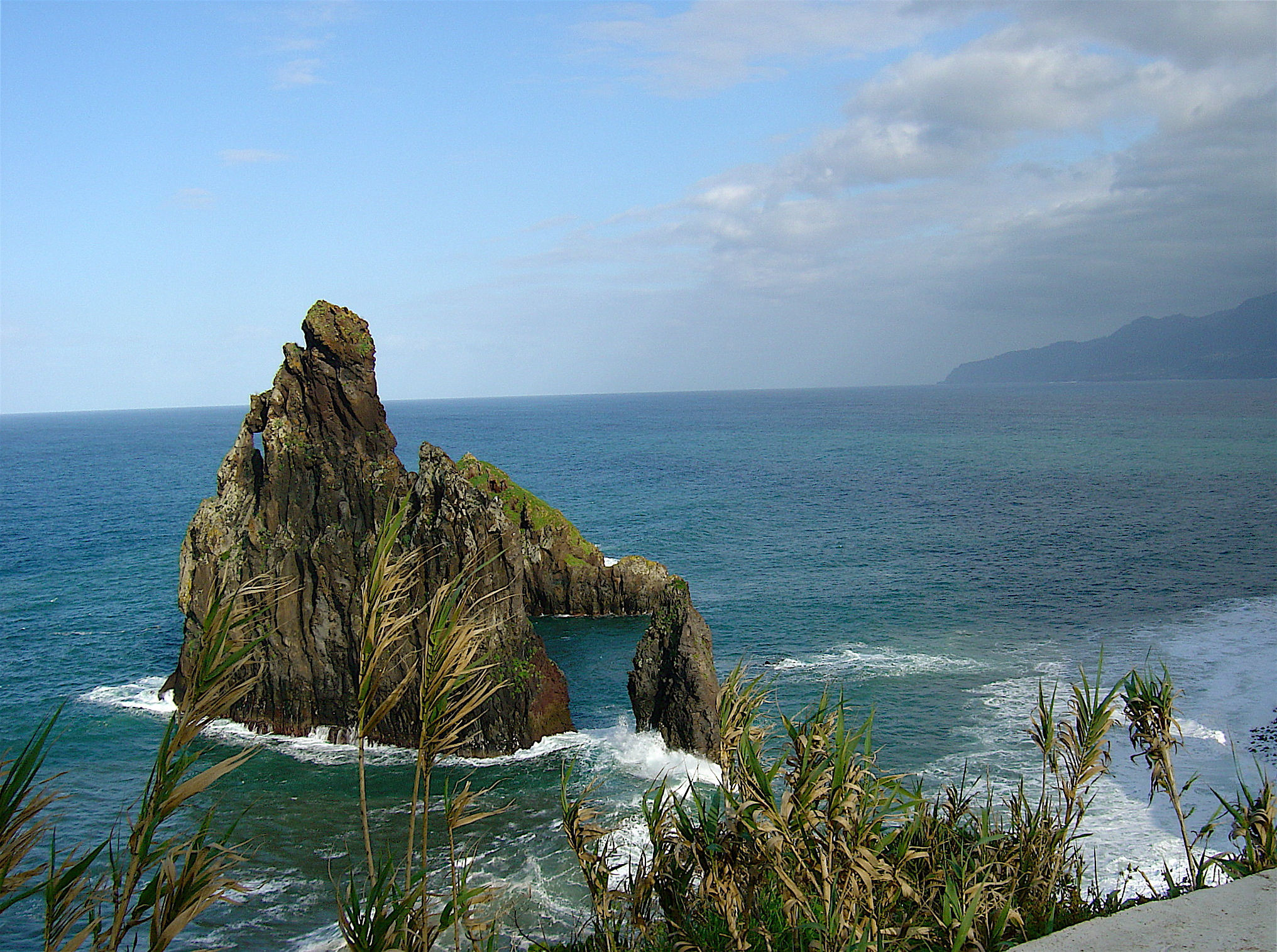
Az Ilheu da Ribeira da Janela szirtjei

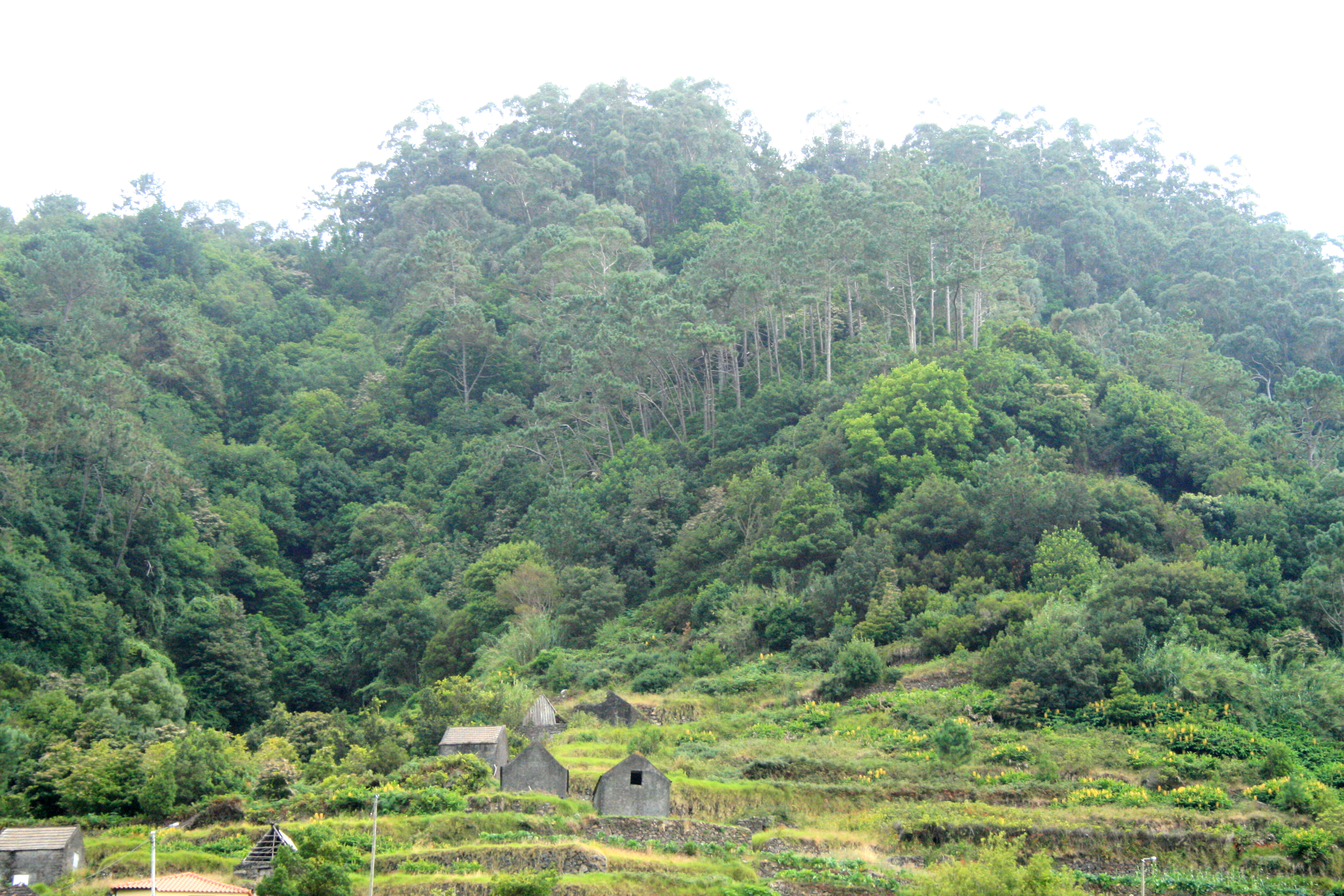
Eukaliptuszliget (Eucalyptus globosus) a falu fölött

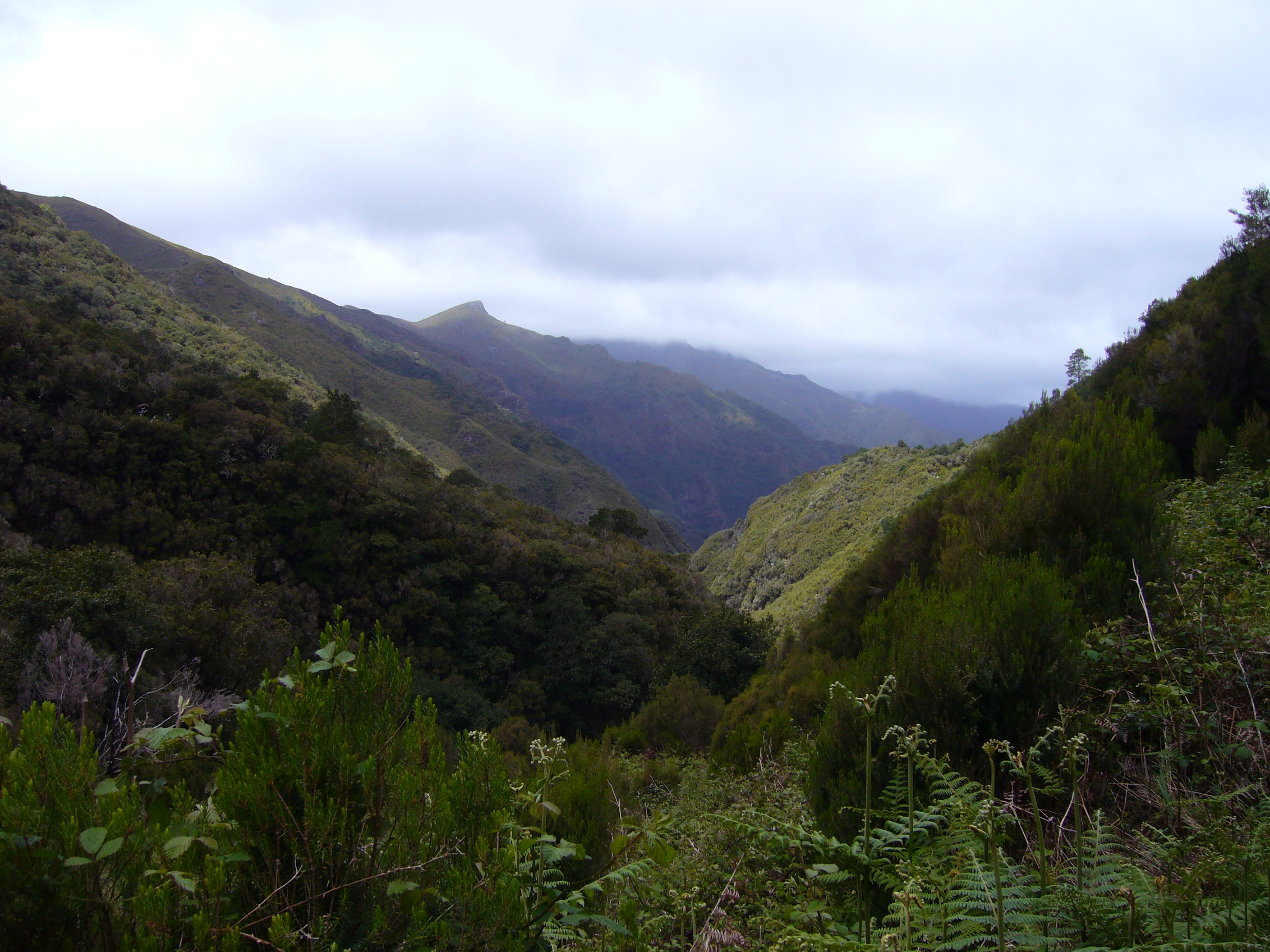
A Riberia da Janela völgyének fölső szakasza Rabaçal felől

Ribeira da Janela egy mintegy 300 lakosú falu Madeira északi partján, Porto Moniz járásban, São Vicentétől mintegy két kilométerrel délkeletre a hasonnevű patak völgyében, a torkolat fölött mintegy fél kilométerrel. A torkolat előtt a tenger hullámai néhány kisebb szirtet (Ilheu da Ribeira da Janela) ostromolnak.
A falu és a völgy nevét egy, a torkolat előtt magasodó, ujj alakú szikláról kapta, mert a szikla csúcsához közel az erózió egy ablakot (janela) alakított ki.

## Közlekedés
A 20. század '60-as éveiig csak a tengerről lehetett megközelíteni; akkor építették meg a Porto Monizt Ribeira da Janelán és Seixalon át São Vicentével összekötő tengerparti utat. Miután Portugália belépett az EU-ba, ezt az utat jelentős uniós támogatással korszerű, nagy szakaszokon alagútban vezetett úttal váltották ki: az ER 101 jelű út körbevezet a sziget partvidékén. A régi közút mára nagyobb szakaszokon használhatatlan; Ribeira da Janela és Seixal között egy alagútban vezetett szakasza 2009 januárjában omlott össze.
A falu fölső végéből ugyancsak új közút (ER 209) vezet a Paúl da Serra fennsík Fanal nevű részén át a déli parton épült Ponta do Solba.
Porto Monizból ide költöztették át a sziget egyetlen autós kempingjét.

## Gazdasága
Ribeira da Janela a sziget mezőgazdasági körzeteinek egyike. Hagyományos termékei a krumpli, az édesburgonya és a szőlő (csemege- és borszőlő egyaránt).
A falu és Porto Moniz között építették fel 1962–65 között a sziget egyik vízierőművét, a Ribeira da Janela erőművet. Az erőmű víztározója Porto Moniz Junqeira negyede mellett, több mint 400 m magasan van; vizét az erőművel egy időben épült, Levada da Central da Ribeira da Janela gyűjti össze. Az elképesztően nehéz terepen épített, 16 km hosszú csatornát számos kisebb hídon és 12 alagútban vezették át.

## Látnivalók
- A környék fő érdekessége maga a Ribeira da Janela völgy, mert ez a sziget legnagyobb olyan területe, ahol megmaradt annak eredeti növényzete, a makaronéziai babérlombú erdő (annak középső és felső zónája). A turistaút azonban az erőmű levadája mellett halad, tehát alsó vége nem itt van, hanem Porto Monizban.
- A patak torkolatának környéke a szörfösök egyik kedvenc partszakasza.